# SO(4)
У математиці SO(4) — група обертань навколо фіксованої точки (початку координат) в чотиривимірному евклідовому просторі. Назва виникла через те, що ця група ізоморфна спеціальній ортогональній групі степеня 4.